# 天主教拉耶加達教區
天主教拉耶加達教區（拉丁語：Dioecesis Rayagadensis）是羅馬天主教的一個教區，位於印度東北部，包括奧里薩邦西南部六區，面積39,368平方公里。受克塔克暨布巴內斯瓦爾總教區管轄。
2016年4月11日升格為教區。現任主教為阿普利納爾‧塞納帕蒂。2016年有四十九個堂區、50,542教友、四十九名司鐸。